# In (woningbouwcorporatie)
In was een woningbouwcorporatie in de Nederlandse stad Groningen.
In ontstond in 2001 door het samengaan van de corporaties Stichting Volkshuisvesting (VHV) en Stichting Studentenhuisvesting (SSH):
- Stichting Volkshuisvesting werd opgericht in 1907 door een groep vooraanstaande Groningers waaronder Jan Evert Scholten (die in wel meer woningstichtingen participeerde) onder de naam N.V.Volkshuisvesting om een terrein van Scholten aan de Bedumerstraat te kunnen bebouwen. Toen het gemeentebestuur draalde met de plannen dreigde Scholten zijn toestemming voor het gebruik van de grond in te trekken en kreeg men in 1908 goedkeuring. De eerste voorzitter was bankier Rhijnvis Feith.[1] In 1994 werd de naam gewijzigd in Stichting Volkshuisvesting.
- Stichting Studentenhuisvesting.werd vermoedelijk opgericht in 1958 of 1959, toen de centrale Stichting Studentenhuisvesting opdracht gaf voor de bouw van een studentenflat in Corpus den Hoorn. Stichting Studentenhuisvesting ging wel mee naar In en later naar Lefier, maar splitste zich in 2015 toch weer af om verder te gaan onder de paraplu van SSH Student Housing.

In 2003 nam In het Niet Commercieel Kamerbemiddelingsbureau over. Deze voorganger werd in 1981 opgericht door de Stuurgroep Huisvesting Alleenstaanden en Tweepersoonshuishoudens of HAT, een stuurgroep die zelf weer was opgericht in 1975 op grond van een politieke maatregel van staatssecretaris Marcel van Dam voor steun aan deze doelgroepen.  
In 2009 fuseerde In met twee andere corporaties tot de woningbouwcorporatie Lefier: 
- Volksbelang in Hoogezand: opgericht in 1912 op initiatief van burgemeester van Royen;
- Wooncom in Emmen: ontstaan in 1995 uit ECW en stichting Borger Woningbouw. ECW werd opgericht in 1922 onder de naam Emmer Centrale Woningbouw en wijzigde in 1958 haar naam naar Emmer Centraal Woningbeheer. Borger Woningbouw werd opgericht in 1918.

In was vooral actief in de Korrewegwijk, Paddepoel, Lewenborg en in en om de binnenstad van Groningen. De organisatie was een stichting, waarop toezicht werd gehouden door een Raad van Commissarissen. De belangen van de huurders van In werden vertegenwoordigd door een Bewonersraad en door verschillende bewonerscommissies. Voor de huurders van haar studentenkamers was een apart bewonersoverleg ingesteld (GROBOS). In 2007 verhuurde In 11.610 woningen, studentenkamers (ruim 3.000) en bedrijfsruimtes. Aan het einde van dat jaar had In 172 medewerkers in dienst. Het jaarresultaat bedroeg € 6.532.000.